# 陳厚耀
陈厚耀（1648年—1722年），字泗源，泰州人。清朝翰林，天文學家、數學家。
陈厚耀為康熙四十五年（1706年）进士，官苏州府学教授。大学士李光地向朝廷推薦他通曉天文、算法，得到引见，改任内阁中书。康熙帝測試其算法，绘三角形，令其求中线及弧背尺寸，厚耀回答無誤。授官翰林院编修，入直内廷。累迁国子监司业，转任左春坊左谕德，因年老致仕，卒於家。《清史稿·儒林》有傳。
陳厚耀精於曆算，著作甚多，有《春秋战国异辞》五十四卷、《通表》二卷、《摭遗》一卷，《春秋世族谱》一卷等。

## 延伸阅读
[在维基数据编辑]
 《清史稿/卷481》，出自趙爾巽《清史稿》
 在维基共享资源阅览影像